# Nouaceur (província)
Nouaceur é uma província de Marrocos que faz parte da região de Casablanca-Settat. Tem uma área de 454 km² e uma população de 333.604 habitantes (em 2014). A sua capital é a cidade de Nouaceur.

## História
A província de Nouaceur foi criada em 2003 pelo desmembramento da antiga prefeitura de Ain Chock Hai Hassani. Até a reforma administrativa de 2015 pertenceu a região da Grande Casablanca.

## Limites
Os limites da província são:
- Noroeste pelo Oceano Atlântico.
- Nordeste pela prefeitura de Casablanca.
- Leste pela província da Médiouna.
- Sudeste, sul e oeste pela província de Berrechid.

## Localidades
- Nouaceur
- Bouskoura

## Infraestruturas
- Aeroporto Internacional Maomé V situado 25 quilômetros a sul do centro de Casablanca.